# John the Ripper
John the Ripper — вільна програма для злому паролів. Спочатку була розроблена для операційної системи UNIX, зараз здатна працювати на п'ятнадцяти різних платформах (одинадцять з яких є архітектурно-специфічними версіями UNIX, DOS, Win32, BeOS, and OpenVMS). Є однією з найбільш популярних програм для тестування та злому, оскільки об'єднує багато інструментів для злому пароля у єдиному пакеті, автоматично визначає тип геш-функції і включає налаштовуєму процедуру перебору. Може бути запущена відносно різних типів зашифрованих/гешованих паролів, включаючи (DES, MD5, Blowfish), Kerberos, AFS, та LM-геш Windows NT/2000/XP/2003. Додаткові модулі надають можливість використання відносно MD4 у LDAP, MySQL, та ін. Its predecesor was a software called «Cracker Jack», used to crack Unix /etc/passwd files with a dictionary.
Платна «Pro» версія підтримує більше геш-функцій.
Входить до складу дистрибутиву Kali Linux.

## Зразок виводу
Зразок виводу у середовищі Debian.
```
# cat pass.txt
user:AZl.zWwxIh15Q
# john -w:password.lst pass.txt
Loaded 1 password hash (Traditional DES [24/32 4K])
example         (user)
guesses: 1  time: 0:00:00:00 100%  c/s: 752  trying: 12345 - pookie

```

## Типи атак
Одним з режимів роботи є словникова атака. У ньому використовуються зразки текстових рядків з файла з переліком слів та раніше зломаних паролів, які подаються на вхід процедури перетворення (гешування). Результат порівнюється з геш-значенням, поданим на вхід. John the Ripper може виконувати зміни словникових рядків і виконувати перетворення над ними з наступною перевіркою результатів.
John the Ripper також надає можливість виконання атаки грубою силою. У цьому режимі програма перебирає усі можливі значення паролів. John the Ripper використовує таблиці частот символів для того, щоб випробувати спочатку більш імовірні комбінації символів. Це метод корисний для злому паролів, які відсутні в словниках, але потребує більше часу.
Перебор може виконуватись на центральному процесорі комп'ютера, в тому числі з використанням технологій SSE, XOP, AVX, MMX. Обчислення можуть виконуватись у декілька потоків за допомогою OpenMP, що дозволяє більш повно утилізувати обчислювальні потужності багатоядерних процесорів. Для деяких геш-функцій доступні обчислення на відеокартах з використанням інтерфейсів Nvidia CUDA та OpenCL.